# 杨娴
杨娴（1967年4月—），女，山东青岛人，中华人民共和国外交官，现任中华人民共和国驻名古屋总领事。

## 生平
杨娴早年曾在外交部亚洲司、外交部新闻司、外交部干部司、驻埃及大使馆、驻沙特阿拉伯大使馆任职。后任外交部办公厅参赞兼外交部扶贫工作领导小组办公室主任和外交部驻香港特派员公署参赞兼办公室主任。2022年9月，出任中华人民共和国驻名古屋总领事。